# Селезнёвская улица
Селезнёвская — улица в Москве, в Центральном административном округе (Тверской район).

## Описание
Селезнёвская улица располагается между Новослободской улицей и Суворовской площадью. Нумерация домов начинается от Новослободской улицы. На улицу выходят Сущёвская улица, Сущёвский тупик, Новосущёвская улица, переулок Достоевского (слева); Нововоротниковский переулок, Краснопролетарская улица, 1-й Щемиловский переулок, 3-й Самотёчный переулок (справа). Улица идёт с юго-запада на северо-восток, длина — 900 метров.

## Происхождение названия
Улица названа в начале XIX века по фамилии местного домовладельца — почтамтского штаб-лекаря И. Е. Селезнёва.

## История

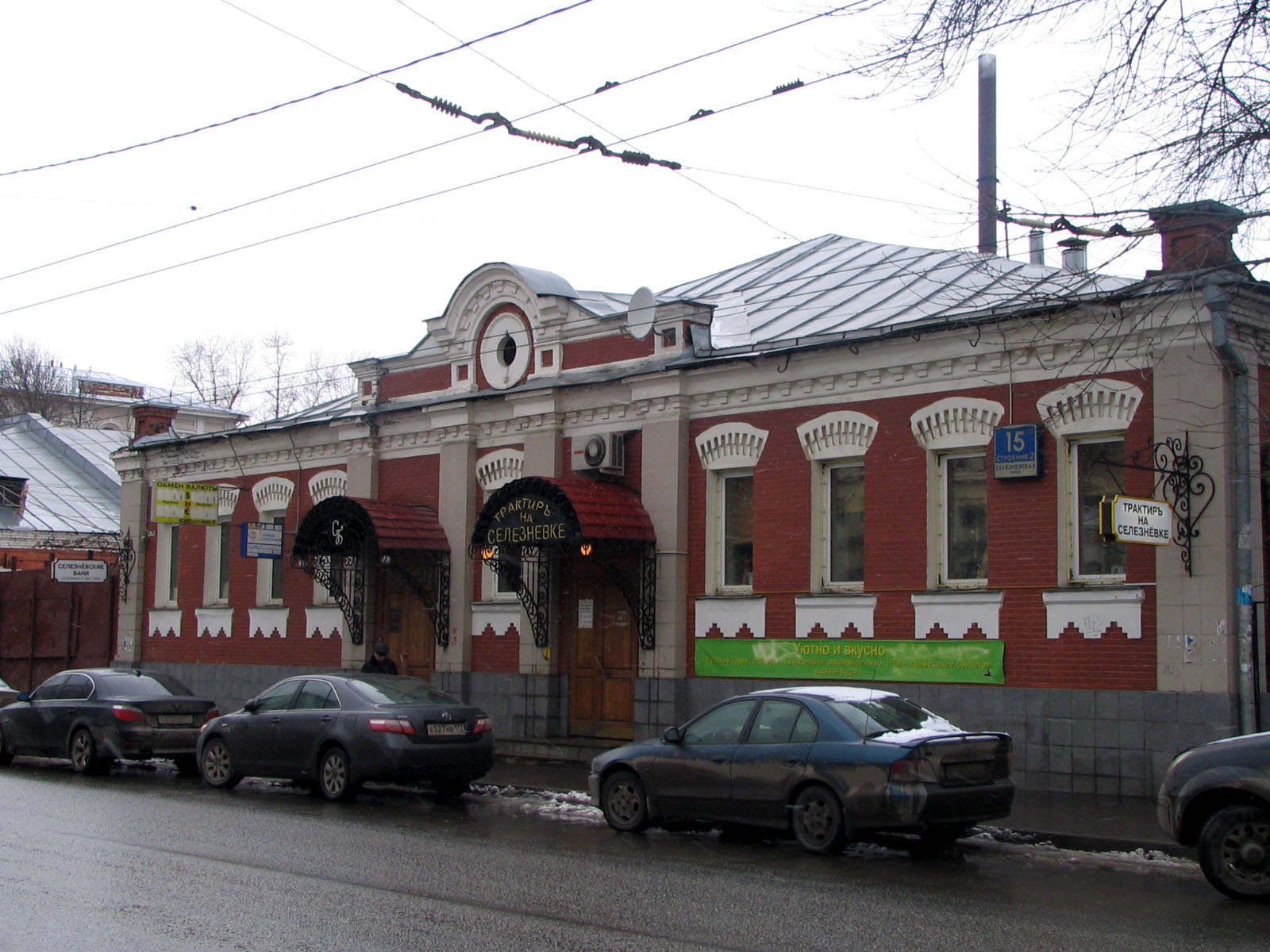
Селезнёвские бани

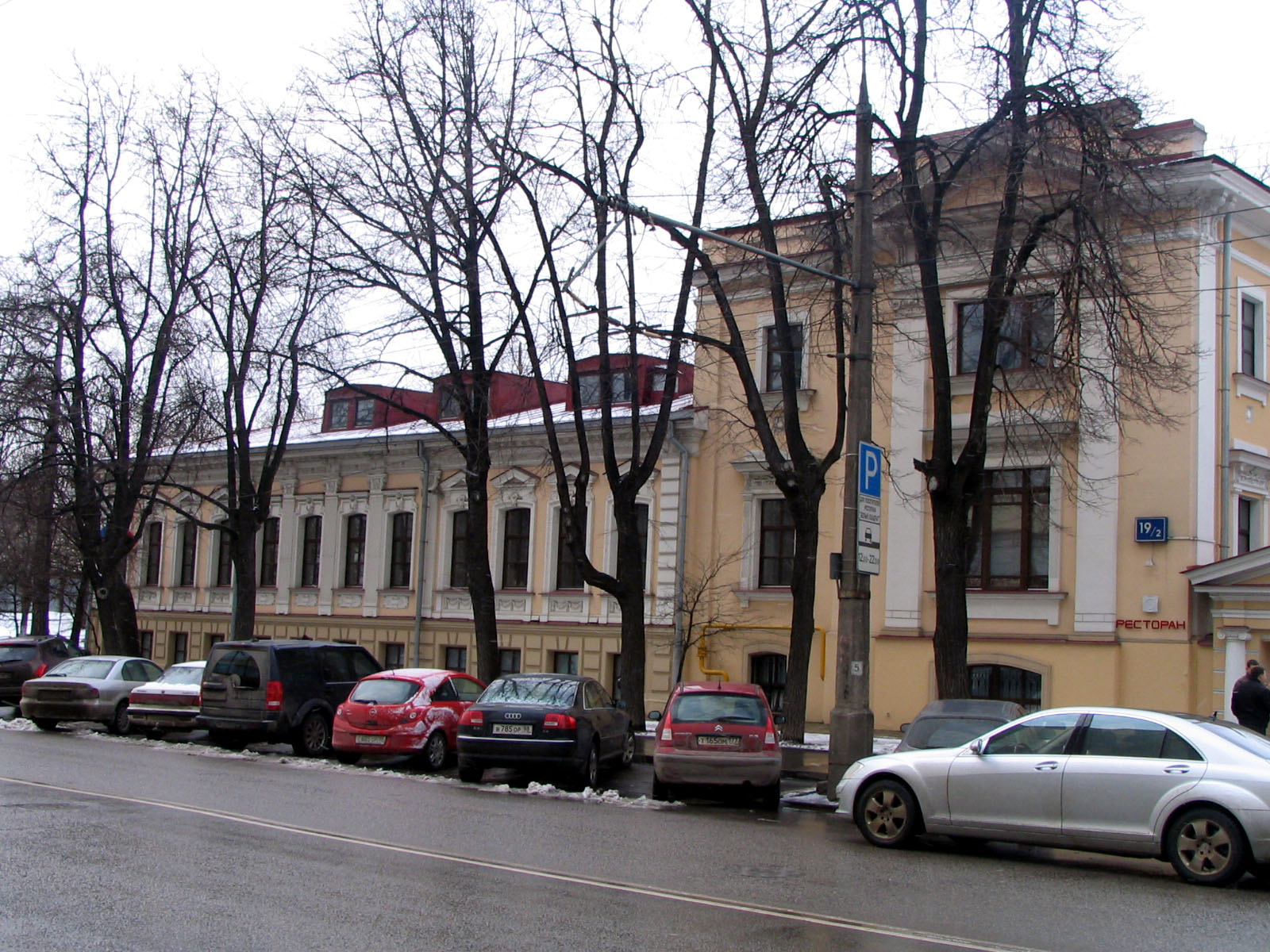
Дом № 19

Улица возникла ещё в XVII веке, она окаймляла располагавшуюся здесь слободу воротников; в улицу упиралась древняя дорога, шедшая от Кремля мимо Высоко-Петровского монастыря в село Сущёво (современные улицы Петровка, Каретный Ряд, Краснопролетарская). Современное имя, однако, Селезнёвская улица получила лишь в XIX веке от фамилии местного домовладельца.

## Примечательные здания
По нечётной стороне:
- № 1— особняк Прокофьева. Перестроен в 1904 году архитектором В. И. Мясниковым.
- № 9 — здание Федерального арбитражного суда Московского округа (2007, архитекторы В. Плоткин, Н. Ромишевская, И. Лилякина)[2]
- № 11 — Здание Сущёвской полицейской части, памятник архитектуры. Построено по проекту архитектора М. Д. Быковского в начале 1850-х годов. Здание примечательно высокой пожарной каланчёй с площадкой для дозорного. Каланча Сущёвской части — одна из самых старых и хорошо сохранившихся в Москве. Ныне в здании размещается Центральный музей МВД России[1].
- № 11а, строение 3 — Мемориальный музей Юрия Сенкевича. В нём не только собраны личные вещи и фотографии знаменитого путешественника и учёного, но и представлена экспозиция по истории освоения Арктики, Антарктиды и Мирового океана.
- № 13 — Доходный дом построен в 1901 году по проекту П. П. Щёкотова[1]. Здесь жил русский экономист Н. А. Каблуков[3].
- № 13а — стадион «Слава» регбийной команды «Слава». Вместимость 2 500 человек.
- № 15 — Комплекс старинных Селезнёвских бань. Возникли они ещё в XVIII веке, воду для бань брали из находящихся рядом Неглиненских прудов, располагавшихся в верхнем течении реки Неглинной. Один из этих прудов сохранился до наших дней на правой стороне улицы и именуется сейчас Селезнёвским прудом. Дальняя от улицы часть бань более старая, построена в 1870-х годах. Фасадная часть Селезнёвских бань возведена в 1888 году по проекту А. П. Попова. Фасадная часть состоит из двух корпусов, каждый со своим входом, правый предназначался для простонародья, левый — для знатных посетителей. Селезнёвские бани входят в тройку старейших бань Москвы.
- № 19 — Старинный двухэтажный особняк с интересными украшениями на углу с переулком Достоевского. Первоначальный одноэтажный дом был выстроен в 1859 году, семью годами позже к нему были пристроены боковые флигеля, затем был надстроен второй этаж и, наконец, после ещё одной перестройки в 1889 году дом принял современный вид.
- № 21/1 — жилой дом. Здесь жил офтальмолог Святослав Фёдоров[4].

По чётной стороне:
- № 30 — Жилой дом. Здесь жил академик В. С. Авдуевский[5]
- № 30, корп. 3 — Жилой дом. Здесь жил актёр Андрей Миронов[6] и Лариса Голубкина, народная артистка РСФСР .
- № 34, корп. 2 — Жилой дом. Здесь жила актриса Нонна Мордюкова[7].
- № 34 , корп. 3 — Здесь живёт советский и российский музыкант, певец, автор песен, актёр, радио- и телеведущий. Солист группы «Секрет» Николай Фоменко[источник не указан 2538 дней].

## Транспорт
Ближайшие к улице станции метро — «Новослободская» (в начале улицы) и «Достоевская» (в конце улицы). Трамвайный маршрут № 50 (на участке от Сущёвской до Краснопролетарской).